# Brabham
A Motor Racing Developments Ltd., conhecida como Brabham, foi uma equipe fundada em 1961, pelo então bicampeão mundial de Fórmula 1 Jack Brabham em sociedade com Ron Tauranac.
Após ser colocada uma limitação na Fórmula 1 de 1 500 cilindradas para os motores o que não foi bom para Brabham e ele não venceu nenhuma corrida com este carro.
A primeira vitória da equipe veio em 1964, com o norte-americano Dan Gurney. Em 1966, a regra mudou para 3 000 cc e Brabham venceu o campeonato novamente, sagrando-se o único campeão pilotando um carro construído por ele mesmo.
Em 1967 o título veio com Denny Hulme. Em 1970, Jack Brabham se aposenta. Após deixar completamente as corridas, vendeu sua equipe para a Tauranac e voltou para a Austrália. Em 1972, Bernie Ecclestone adquiriu a equipe e trouxe um novo engenheiro para o time, Gordon Murray. Em 1981 e 1983, o brasileiro Nelson Piquet venceu seus dois primeiros títulos mundiais correndo pela Brabham. Piquet sairia da Brabham em 1985, selando o fim da boa fase do time, consolidada com a retirada de Bernie Ecclestone em 1987. Em 1992, a Brabham corre inicialmente com a italiana Giovanna Amati e com o belga Eric van de Poele. O campeão mundial de 1996, Damon Hill, iniciou a carreira na Brabham no Grande Prêmio da Grã-Bretanha, em Silverstone, substituindo Giovanna. O piloto inglês conseguiria participar por mais uma corrida, o Grande Prêmio da Hungria em Hungaroring o que acabou sendo a última participação no Mundial e o consequente fechamento.

## Campeões Mundiais
| Campeonatos | Pilotos       | Temporadas |
| ----------- | ------------- | ---------- |
| 2           | Nelson Piquet | 1981, 1983 |
| 1           | Jack Brabham  | 1966       |
| 1           | Denny Hulme   | 1967       |

## Vitórias por pilotos
Piquet: 13
J. Brabham: 7
Reutemann: 4
Hulme: 2
Lauda: 2
Patrese: 2
Gurney: 2
Jacky Ickx: 2
Pace: 1

## Classificação Completa da Brabham
| 1992 | Motor Racing Developments Ltd | BT60B | G | Judd GV V10           | BP                          | 7                  | Eric van de Poele        | NC (15º lugar) nenhum ponto              |
| 1992 | Motor Racing Developments Ltd | BT60B | G | Judd GV V10           | BP                          | 8                  | Giovanna Amati           | NC (15º lugar) nenhum ponto              |
| 1992 | Motor Racing Developments Ltd | BT60B | G | Judd GV V10           | BP                          | 8                  | Damon Hill               | NC (15º lugar) nenhum ponto              |
| 1991 | Motor Racing Developments Ltd | BT59Y | P | Yamaha OX99 V12       | BP                          | 7                  | Martin Brundle           | 10º lugar 3 pontos                       |
| 1991 | Motor Racing Developments Ltd | BT59Y | P | Yamaha OX99 V12       | BP                          | 8                  | Mark Blundell            | 10º lugar 3 pontos                       |
| 1991 | Motor Racing Developments Ltd | BT60Y | P | Yamaha OX99 V12       | BP                          | 7                  | Martin Brundle           | 10º lugar 3 pontos                       |
| 1991 | Motor Racing Developments Ltd | BT60Y | P | Yamaha OX99 V12       | BP                          | 8                  | Mark Blundell            | 10º lugar 3 pontos                       |
| 1990 | Motor Racing Developments     | BT58  | P | Judd EV V8            | Elf                         | 7                  | Gregor Foitek            | 10º lugar 2 pontos                       |
| 1990 | Motor Racing Developments     | BT58  | P | Judd EV V8            | Elf                         | 8                  | Stefano Modena           | 10º lugar 2 pontos                       |
| 1990 | Motor Racing Developments     | BT59  | P | Judd EV V8            | Elf                         | 7                  | David Brabham            | 10º lugar 2 pontos                       |
| 1990 | Motor Racing Developments     | BT59  | P | Judd EV V8            | Elf                         | 8                  | Stefano Modena           | 10º lugar 2 pontos                       |
| 1989 | Motor Racing Developments     | BT58  | P | Judd EV V8            | Elf                         | 7                  | Martin Brundle           | 9º lugar 8 pontos                        |
| 1989 | Motor Racing Developments     | BT58  | P | Judd EV V8            | Elf                         | 8                  | Stefano Modena           | 9º lugar 8 pontos                        |
| 1987 | Motor Racing Developments Ltd | BT56  | G | BMW M12/13 L4 Turbo   | Castrol                     | 7                  | Riccardo Patrese         | 8º lugar 10 pontos                       |
| 1987 | Motor Racing Developments Ltd | BT56  | G | BMW M12/13 L4 Turbo   | Castrol                     | 7                  | Stefano Modena           | 8º lugar 10 pontos                       |
| 1987 | Motor Racing Developments Ltd | BT56  | G | BMW M12/13 L4 Turbo   | Castrol                     | 8                  | Andrea de Cesaris        | 8º lugar 10 pontos                       |
| 1986 | Motor Racing Developments Ltd | BT55  | P | BMW M12/13 L4 Turbo   | Castrol                     | 7                  | Riccardo Patrese         | 9º lugar 2 pontos                        |
| 1986 | Motor Racing Developments Ltd | BT55  | P | BMW M12/13 L4 Turbo   | Castrol                     | 8                  | Elio de Angelis          | 9º lugar 2 pontos                        |
| 1986 | Motor Racing Developments Ltd | BT55  | P | BMW M12/13 L4 Turbo   | Castrol                     | 8                  | Derek Warwick            | 9º lugar 2 pontos                        |
| 1986 | Motor Racing Developments Ltd | BT54  | P | BMW M12/13 L4 Turbo   | Castrol                     | 7                  | Riccardo Patrese         | 9º lugar 2 pontos                        |
| 1985 | Motor Racing Developments Ltd | BT54  | P | BMW M12/13 L4 Turbo   | Castrol                     | 7                  | Nelson Piquet            | 5º lugar 26 pontos                       |
| 1985 | Motor Racing Developments Ltd | BT54  | P | BMW M12/13 L4 Turbo   | Castrol                     | 8                  | François Hesnault        | 5º lugar 26 pontos                       |
| 1985 | Motor Racing Developments Ltd | BT54  | P | BMW M12/13 L4 Turbo   | Castrol                     | 8                  | Marc Surer               | 5º lugar 26 pontos                       |
| 1984 | MRD International             | BT53  | M | BMW M12/13 L4 Turbo   | Castrol                     | 1                  | Nelson Piquet            | 4º lugar 38 pontos                       |
| 1984 | MRD International             | BT53  | M | BMW M12/13 L4 Turbo   | Castrol                     | 2                  | Teo Fabi                 | 4º lugar 38 pontos                       |
| 1984 | MRD International             | BT53  | M | BMW M12/13 L4 Turbo   | Castrol                     | 2                  | Corrado Fabi             | 4º lugar 38 pontos                       |
| 1984 | MRD International             | BT53  | M | BMW M12/13 L4 Turbo   | Castrol                     | 2                  | Manfred Winkelhock       | 4º lugar 38 pontos                       |
| 1983 | Fila Sport                    | BT52  | M | BMW M12/13 L4 Turbo   | Castrol                     | 5                  | Nelson Piquet            | 3º lugar 72 pontos                       |
| 1983 | Fila Sport                    | BT52  | M | BMW M12/13 L4 Turbo   | Castrol                     | 6                  | Riccardo Patrese         | 3º lugar 72 pontos                       |
| 1983 | Fila Sport                    | BT52B | M | BMW M12/13 L4 Turbo   | Castrol                     | 5                  | Nelson Piquet            | 3º lugar 72 pontos                       |
| 1983 | Fila Sport                    | BT52B | M | BMW M12/13 L4 Turbo   | Castrol                     | 6                  | Riccardo Patrese         | 3º lugar 72 pontos                       |
| 1982 | Parmalat Racing Team          | BT50  | G | BMW M12/13 L4 Turbo   | Valvoline                   | 1                  | Nelson Piquet            | 7º lugar 22 pontos Brabham-BMW           |
| 1982 | Parmalat Racing Team          | BT50  | G | BMW M12/13 L4 Turbo   | Valvoline                   | 2                  | Riccardo Patrese         | 7º lugar 22 pontos Brabham-BMW           |
| 1982 | Parmalat Racing Team          | BT49D | G | Ford Cosworth DFV V8  | Valvoline                   | 1                  | Nelson Piquet            | 9º lugar 19 pontos Brabham-Ford          |
| 1982 | Parmalat Racing Team          | BT49D | G | Ford Cosworth DFV V8  | Valvoline                   | 2                  | Riccardo Patrese         | 9º lugar 19 pontos Brabham-Ford          |
| 1982 | Parmalat Racing Team          | BT49C | G | Ford Cosworth DFV V8  | Valvoline                   | 2                  | Riccardo Patrese         | 9º lugar 19 pontos Brabham-Ford          |
| 1981 | Parmalat Racing Team          | BT49C | M | Ford Cosworth DFV V8  | Elf                         | 5                  | Nelson Piquet            | 2º lugar 61 pontos                       |
| 1981 | Parmalat Racing Team          | BT49C | M | Ford Cosworth DFV V8  | Elf                         | 6                  | Hector Rebaque           | 2º lugar 61 pontos                       |
| 1981 | Parmalat Racing Team          | BT49C | G | Ford Cosworth DFV V8  | Elf                         | 5                  | Nelson Piquet            | 2º lugar 61 pontos                       |
| 1981 | Parmalat Racing Team          | BT49C | G | Ford Cosworth DFV V8  | Elf                         | 6                  | Hector Rebaque           | 2º lugar 61 pontos                       |
| 1980 | Parmalat Racing Team          | BT49  | G | Ford Cosworth DFV V8  | Elf                         | 5                  | Nelson Piquet            | 3º lugar 55 pontos                       |
| 1980 | Parmalat Racing Team          | BT49  | G | Ford Cosworth DFV V8  | Elf                         | 6                  | Ricardo Zunino           | 3º lugar 55 pontos                       |
| 1980 | Parmalat Racing Team          | BT49  | G | Ford Cosworth DFV V8  | Elf                         | 6                  | Hector Rebaque           | 3º lugar 55 pontos                       |
| 1979 | Parmalat Racing Team          | BT48  | G | Alfa Romeo 1260 V12   | Agip                        | 5                  | Niki Lauda               | 8º lugar 7 pontos Brabham-Alfa Romeo     |
| 1979 | Parmalat Racing Team          | BT48  | G | Alfa Romeo 1260 V12   | Agip                        | 6                  | Nelson Piquet            | 8º lugar 7 pontos Brabham-Alfa Romeo     |
| 1979 | Parmalat Racing Team          | BT46A | G | Alfa Romeo 115-12 F12 | Agip                        | 6                  | Nelson Piquet            | 8º lugar 7 pontos Brabham-Alfa Romeo     |
| 1979 | Parmalat Racing Team          | BT49  | G | Ford Cosworth DFV V8  | Agip                        | 5                  | Niki Lauda               | NC (13º lugar) nenhum ponto Brabham-Ford |
| 1979 | Parmalat Racing Team          | BT49  | G | Ford Cosworth DFV V8  | Agip                        | 5                  | Ricardo Zunino           | NC (13º lugar) nenhum ponto Brabham-Ford |
| 1979 | Parmalat Racing Team          | BT49  | G | Ford Cosworth DFV V8  | Agip                        | 6                  | Nelson Piquet            | NC (13º lugar) nenhum ponto Brabham-Ford |
| 1978 | Parmalat Racing Team          | BT45C | G | Alfa Romeo 115-12 F12 | Fina                        | 1                  | Niki Lauda               | 3º lugar 53 pontos                       |
| 1978 | Parmalat Racing Team          | BT45C | G | Alfa Romeo 115-12 F12 | Fina                        | 2                  | John Watson              | 3º lugar 53 pontos                       |
| 1978 | Parmalat Racing Team          | BT46A | G | Alfa Romeo 115-12 F12 | Fina                        | 1                  | Niki Lauda               | 3º lugar 53 pontos                       |
| 1978 | Parmalat Racing Team          | BT46A | G | Alfa Romeo 115-12 F12 | Fina                        | 2                  | John Watson              | 3º lugar 53 pontos                       |
| 1978 | Parmalat Racing Team          | BT46A | G | Alfa Romeo 115-12 F12 | Fina                        | 66                 | Nelson Piquet            | 3º lugar 53 pontos                       |
| 1978 | Parmalat Racing Team          | BT46B | G | Alfa Romeo 115-12 F12 | Fina                        | 1                  | Niki Lauda               | 3º lugar 53 pontos                       |
| 1978 | Parmalat Racing Team          | BT46B | G | Alfa Romeo 115-12 F12 | Fina                        | 2                  | John Watson              | 3º lugar 53 pontos                       |
| 1977 | Martini Racing                | BT45  | G | Alfa Romeo 115-12 F12 | Fina                        | 7                  | John Watson              | 7º lugar 27 pontos                       |
| 1977 | Martini Racing                | BT45  | G | Alfa Romeo 115-12 F12 | Fina                        | 8                  | José Carlos Pace         | 7º lugar 27 pontos                       |
| 1977 | Martini Racing                | BT45B | G | Alfa Romeo 115-12 F12 | Fina                        | 7                  | John Watson              | 7º lugar 27 pontos                       |
| 1977 | Martini Racing                | BT45B | G | Alfa Romeo 115-12 F12 | Fina                        | 8                  | José Carlos Pace         | 7º lugar 27 pontos                       |
| 1977 | Martini Racing                | BT45B | G | Alfa Romeo 115-12 F12 | Fina                        | 8                  | Hans Stuck               | 7º lugar 27 pontos                       |
| 1977 | Martini Racing                | BT45B | G | Alfa Romeo 115-12 F12 | Fina                        | 8                  | Giorgio Francia          | 7º lugar 27 pontos                       |
| 1976 | Martini Racing                | BT45  | G | Alfa Romeo 115-12 F12 | Fina                        | 7                  | Carlos Reutemann         | 9º lugar 9 pontos                        |
| 1976 | Martini Racing                | BT45  | G | Alfa Romeo 115-12 F12 | Fina                        | 7                  | Rolf Stommelen           | 9º lugar 9 pontos                        |
| 1976 | Martini Racing                | BT45  | G | Alfa Romeo 115-12 F12 | Fina                        | 7                  | Larry Perkins            | 9º lugar 9 pontos                        |
| 1976 | Martini Racing                | BT45  | G | Alfa Romeo 115-12 F12 | Fina                        | 8                  | José Carlos Pace         | 9º lugar 9 pontos                        |
| 1976 | Martini Racing                | BT45  | G | Alfa Romeo 115-12 F12 | Fina                        | 36                 | Rolf Stommelen           | 9º lugar 9 pontos                        |
| 1975 | Martini Racing                | BT44B | G | Ford Cosworth DFV V8  | Fina                        | 7                  | Carlos Reutemann         | 2° lugar 54 pontos1 (56)                 |
| 1975 | Martini Racing                | BT44B | G | Ford Cosworth DFV V8  | Fina                        | 8                  | José Carlos Pace         | 2° lugar 54 pontos1 (56)                 |
| 1974 | Motor Racing Developments     | BT44  | G | Ford Cosworth DFV V8  | Fina Elan Kendall Elf Shell | 7                  | Carlos Reutemann         | 5° lugar 35 pontos                       |
| 1974 | Motor Racing Developments     | BT44  | G | Ford Cosworth DFV V8  | Fina Elan Kendall Elf Shell | 8                  | Richard Robarts          | 5° lugar 35 pontos                       |
| 1974 | Motor Racing Developments     | BT44  | G | Ford Cosworth DFV V8  | Fina Elan Kendall Elf Shell | 8                  | Rikky von Opel           | 5° lugar 35 pontos                       |
| 1974 | Motor Racing Developments     | BT44  | G | Ford Cosworth DFV V8  | Fina Elan Kendall Elf Shell | 8                  | José Carlos Pace         | 5° lugar 35 pontos                       |
| 1974 | Motor Racing Developments     | BT42  | G | Ford Cosworth DFV V8  | Fina Elan Kendall Elf Shell | 34                 | Teddy Pilette            | 5° lugar 35 pontos                       |
| 1973 | Motor Racing Developments     | BT37  | G | Ford Cosworth DFV V8  | Esso                        | 10                 | Carlos Reutemann         | 4º lugar 22 pontos                       |
| 1973 | Motor Racing Developments     | BT37  | G | Ford Cosworth DFV V8  | Esso                        | 17                 | Carlos Reutemann         | 4º lugar 22 pontos                       |
| 1973 | Motor Racing Developments     | BT37  | G | Ford Cosworth DFV V8  | Esso                        | 18                 | Carlos Reutemann         | 4º lugar 22 pontos                       |
| 1973 | Motor Racing Developments     | BT37  | G | Ford Cosworth DFV V8  | Esso                        | 18                 | Wilson Fittipaldi Júnior | 4º lugar 22 pontos                       |
| 1973 | Motor Racing Developments     | BT37  | G | Ford Cosworth DFV V8  | Esso                        | 12                 | Wilson Fittipaldi Júnior | 4º lugar 22 pontos                       |
| 1973 | Ceramica Pagnossin Team MRD   | BT37  | G | Ford Cosworth DFV V8  | Esso                        | 21                 | Andrea de Adamich        | 4º lugar 22 pontos                       |
| 1973 | Ceramica Pagnossin Team MRD   | BT37  | G | Ford Cosworth DFV V8  | Esso                        | 9                  | Andrea de Adamich        | 4º lugar 22 pontos                       |
| 1973 | Ceramica Pagnossin Team MRD   | BT37  | G | Ford Cosworth DFV V8  | Esso                        | 29                 | John Watson              | 4º lugar 22 pontos                       |
| 1973 | Motor Racing Developments Ltd | BT42  | G | Ford Cosworth DFV V8  | Bardahl                     | 18                 | Carlos Reutemann         | 4º lugar 22 pontos                       |
| 1973 | Motor Racing Developments Ltd | BT42  | G | Ford Cosworth DFV V8  | Bardahl                     | 10                 | Carlos Reutemann         | 4º lugar 22 pontos                       |
| 1973 | Motor Racing Developments Ltd | BT42  | G | Ford Cosworth DFV V8  | Bardahl                     | 17                 | Wilson Fittipaldi Júnior | 4º lugar 22 pontos                       |
| 1973 | Motor Racing Developments Ltd | BT42  | G | Ford Cosworth DFV V8  | Bardahl                     | 11                 | Wilson Fittipaldi Júnior | 4º lugar 22 pontos                       |
| 1973 | Ceramica Pagnossin Team MRD   | BT42  | G | Ford Cosworth DFV V8  | Bardahl                     | 9                  | Andrea de Adamich        | 4º lugar 22 pontos                       |
| 1973 | Ceramica Pagnossin Team MRD   | BT42  | G | Ford Cosworth DFV V8  | Bardahl                     | 9                  | Rolf Stommelen           | 4º lugar 22 pontos                       |
| 1973 | Ceramica Pagnossin Team MRD   | BT42  | G | Ford Cosworth DFV V8  | Bardahl                     | 9                  | John Watson              | 4º lugar 22 pontos                       |
| 1972 | Motor Racing Developments     | BT33  | G | Ford Cosworth DFV V8  | Esso                        | 1                  | Graham Hill              | 9º lugar 5 pontos                        |
| 1972 | Motor Racing Developments     | BT33  | G | Ford Cosworth DFV V8  | Esso                        | 19                 | Graham Hill              | 9º lugar 5 pontos                        |
| 1972 | Motor Racing Developments     | BT33  | G | Ford Cosworth DFV V8  | Esso                        | 22                 | Wilson Fittipaldi Júnior | 9º lugar 5 pontos                        |
| 1972 | Motor Racing Developments     | BT33  | G | Ford Cosworth DFV V8  | Esso                        | 21                 | Wilson Fittipaldi Júnior | 9º lugar 5 pontos                        |
| 1972 | Motor Racing Developments     | BT34  | G | Ford Cosworth DFV V8  | Esso                        | 2                  | Carlos Reutemann         | 9º lugar 5 pontos                        |
| 1972 | Motor Racing Developments     | BT34  | G | Ford Cosworth DFV V8  | Esso                        | 20                 | Carlos Reutemann         | 9º lugar 5 pontos                        |
| 1972 | Motor Racing Developments     | BT34  | G | Ford Cosworth DFV V8  | Esso                        | 18                 | Wilson Fittipaldi Júnior | 9º lugar 5 pontos                        |
| 1972 | Motor Racing Developments     | BT34  | G | Ford Cosworth DFV V8  | Esso                        | 19                 | Wilson Fittipaldi Júnior | 9º lugar 5 pontos                        |
| 1972 | Motor Racing Developments     | BT34  | G | Ford Cosworth DFV V8  | Esso                        | 28                 | Wilson Fittipaldi Júnior | 9º lugar 5 pontos                        |
| 1972 | Motor Racing Developments     | BT34  | G | Ford Cosworth DFV V8  | Esso                        | 26                 | Wilson Fittipaldi Júnior | 9º lugar 5 pontos                        |
| 1972 | Motor Racing Developments     | BT34  | G | Ford Cosworth DFV V8  | Esso                        | 29                 | Wilson Fittipaldi Júnior | 9º lugar 5 pontos                        |
| 1972 | Motor Racing Developments     | BT34  | G | Ford Cosworth DFV V8  | Esso                        | 9                  | Wilson Fittipaldi Júnior | 9º lugar 5 pontos                        |
| 1972 | Motor Racing Developments     | BT34  | G | Ford Cosworth DFV V8  | Esso                        | 30                 | Wilson Fittipaldi Júnior | 9º lugar 5 pontos                        |
| 1972 | Motor Racing Developments     | BT37  | G | Ford Cosworth DFV V8  | Esso                        | 18                 | Graham Hill              | 9º lugar 5 pontos                        |
| 1972 | Motor Racing Developments     | BT37  | G | Ford Cosworth DFV V8  | Esso                        | 20                 | Graham Hill              | 9º lugar 5 pontos                        |
| 1972 | Motor Racing Developments     | BT37  | G | Ford Cosworth DFV V8  | Esso                        | 17                 | Graham Hill              | 9º lugar 5 pontos                        |
| 1972 | Motor Racing Developments     | BT37  | G | Ford Cosworth DFV V8  | Esso                        | 26                 | Graham Hill              | 9º lugar 5 pontos                        |
| 1972 | Motor Racing Developments     | BT37  | G | Ford Cosworth DFV V8  | Esso                        | 11                 | Graham Hill              | 9º lugar 5 pontos                        |
| 1972 | Motor Racing Developments     | BT37  | G | Ford Cosworth DFV V8  | Esso                        | 16                 | Graham Hill              | 9º lugar 5 pontos                        |
| 1972 | Motor Racing Developments     | BT37  | G | Ford Cosworth DFV V8  | Esso                        | 28                 | Graham Hill              | 9º lugar 5 pontos                        |
| 1972 | Motor Racing Developments     | BT37  | G | Ford Cosworth DFV V8  | Esso                        | 7                  | Graham Hill              | 9º lugar 5 pontos                        |
| 1972 | Motor Racing Developments     | BT37  | G | Ford Cosworth DFV V8  | Esso                        | 19                 | Carlos Reutemann         | 9º lugar 5 pontos                        |
| 1972 | Motor Racing Developments     | BT37  | G | Ford Cosworth DFV V8  | Esso                        | 20                 | Carlos Reutemann         | 9º lugar 5 pontos                        |
| 1972 | Motor Racing Developments     | BT37  | G | Ford Cosworth DFV V8  | Esso                        | 27                 | Carlos Reutemann         | 9º lugar 5 pontos                        |
| 1972 | Motor Racing Developments     | BT37  | G | Ford Cosworth DFV V8  | Esso                        | 12                 | Carlos Reutemann         | 9º lugar 5 pontos                        |
| 1972 | Motor Racing Developments     | BT37  | G | Ford Cosworth DFV V8  | Esso                        | 17                 | Carlos Reutemann         | 9º lugar 5 pontos                        |
| 1972 | Motor Racing Developments     | BT37  | G | Ford Cosworth DFV V8  | Esso                        | 30                 | Carlos Reutemann         | 9º lugar 5 pontos                        |
| 1972 | Motor Racing Developments     | BT37  | G | Ford Cosworth DFV V8  | Esso                        | 8                  | Carlos Reutemann         | 9º lugar 5 pontos                        |
| 1972 | Motor Racing Developments     | BT37  | G | Ford Cosworth DFV V8  | Esso                        | 29                 | Carlos Reutemann         | 9º lugar 5 pontos                        |
| 1971 | Motor Racing Developments     | BT33  | G | Ford Cosworth DFV V8  | Esso                        | 14                 | Graham Hill              | 9º lugar 5 pontos                        |
| 1971 | Motor Racing Developments     | BT33  | G | Ford Cosworth DFV V8  | Esso                        | 15                 | Dave Charlton            | 9º lugar 5 pontos                        |
| 1971 | Motor Racing Developments     | BT33  | G | Ford Cosworth DFV V8  | Esso                        | 8                  | Tim Schenken             | 9º lugar 5 pontos                        |
| 1971 | Motor Racing Developments     | BT33  | G | Ford Cosworth DFV V8  | Esso                        | 25                 | Tim Schenken             | 9º lugar 5 pontos                        |
| 1971 | Motor Racing Developments     | BT33  | G | Ford Cosworth DFV V8  | Esso                        | 11                 | Tim Schenken             | 9º lugar 5 pontos                        |
| 1971 | Motor Racing Developments     | BT33  | G | Ford Cosworth DFV V8  | Esso                        | 23                 | Tim Schenken             | 9º lugar 5 pontos                        |
| 1971 | Motor Racing Developments     | BT34  | G | Ford Cosworth DFV V8  | Esso                        | 7                  | Graham Hill              | 9º lugar 5 pontos                        |
| 1971 | Motor Racing Developments     | BT34  | G | Ford Cosworth DFV V8  | Esso                        | 24                 | Graham Hill              | 9º lugar 5 pontos                        |
| 1971 | Motor Racing Developments     | BT34  | G | Ford Cosworth DFV V8  | Esso                        | 10                 | Graham Hill              | 9º lugar 5 pontos                        |
| 1971 | Motor Racing Developments     | BT34  | G | Ford Cosworth DFV V8  | Esso                        | 37                 | Graham Hill              | 9º lugar 5 pontos                        |
| 1971 | Motor Racing Developments     | BT34  | G | Ford Cosworth DFV V8  | Esso                        | 22                 | Graham Hill              | 9º lugar 5 pontos                        |
| 1970 | Motor Racing Developments     | BT33  | G | Ford Cosworth DFV V8  | Esso                        | 12                 | Jack Brabham             | 4º lugar 35 pontos                       |
| 1970 | Motor Racing Developments     | BT33  | G | Ford Cosworth DFV V8  | Esso                        | 7                  | Jack Brabham             | 4º lugar 35 pontos                       |
| 1970 | Motor Racing Developments     | BT33  | G | Ford Cosworth DFV V8  | Esso                        | 5                  | Jack Brabham             | 4º lugar 35 pontos                       |
| 1970 | Motor Racing Developments     | BT33  | G | Ford Cosworth DFV V8  | Esso                        | 18                 | Jack Brabham             | 4º lugar 35 pontos                       |
| 1970 | Motor Racing Developments     | BT33  | G | Ford Cosworth DFV V8  | Esso                        | 23                 | Jack Brabham             | 4º lugar 35 pontos                       |
| 1970 | Motor Racing Developments     | BT33  | G | Ford Cosworth DFV V8  | Esso                        | 17                 | Jack Brabham             | 4º lugar 35 pontos                       |
| 1970 | Motor Racing Developments     | BT33  | G | Ford Cosworth DFV V8  | Esso                        | 3                  | Jack Brabham             | 4º lugar 35 pontos                       |
| 1970 | Motor Racing Developments     | BT33  | G | Ford Cosworth DFV V8  | Esso                        | 10                 | Jack Brabham             | 4º lugar 35 pontos                       |
| 1970 | Motor Racing Developments     | BT33  | G | Ford Cosworth DFV V8  | Esso                        | 44                 | Jack Brabham             | 4º lugar 35 pontos                       |
| 1970 | Motor Racing Developments     | BT33  | G | Ford Cosworth DFV V8  | Esso                        | 11                 | Jack Brabham             | 4º lugar 35 pontos                       |
| 1970 | Motor Racing Developments     | BT33  | G | Ford Cosworth DFV V8  | Esso                        | 15                 | Jack Brabham             | 4º lugar 35 pontos                       |
| 1970 | Motor Racing Developments     | BT33  | G | Ford Cosworth DFV V8  | Esso                        | 14                 | Rolf Stommelen           | 4º lugar 35 pontos                       |
| 1970 | Motor Racing Developments     | BT33  | G | Ford Cosworth DFV V8  | Esso                        | 24                 | Rolf Stommelen           | 4º lugar 35 pontos                       |
| 1970 | Motor Racing Developments     | BT33  | G | Ford Cosworth DFV V8  | Esso                        | 6                  | Rolf Stommelen           | 4º lugar 35 pontos                       |
| 1970 | Motor Racing Developments     | BT33  | G | Ford Cosworth DFV V8  | Esso                        | 19                 | Rolf Stommelen           | 4º lugar 35 pontos                       |
| 1970 | Motor Racing Developments     | BT33  | G | Ford Cosworth DFV V8  | Esso                        | 22                 | Rolf Stommelen           | 4º lugar 35 pontos                       |
| 1970 | Motor Racing Developments     | BT33  | G | Ford Cosworth DFV V8  | Esso                        | 18                 | Rolf Stommelen           | 4º lugar 35 pontos                       |
| 1970 | Motor Racing Developments     | BT33  | G | Ford Cosworth DFV V8  | Esso                        | 22                 | Rolf Stommelen           | 4º lugar 35 pontos                       |
| 1970 | Motor Racing Developments     | BT33  | G | Ford Cosworth DFV V8  | Esso                        | 11                 | Rolf Stommelen           | 4º lugar 35 pontos                       |
| 1970 | Motor Racing Developments     | BT33  | G | Ford Cosworth DFV V8  | Esso                        | 46                 | Rolf Stommelen           | 4º lugar 35 pontos                       |
| 1970 | Motor Racing Developments     | BT33  | G | Ford Cosworth DFV V8  | Esso                        | 12                 | Rolf Stommelen           | 4º lugar 35 pontos                       |
| 1970 | Motor Racing Developments     | BT33  | G | Ford Cosworth DFV V8  | Esso                        | 16                 | Rolf Stommelen           | 4º lugar 35 pontos                       |
| 1969 | Motor Racing Developments     | BT26  | G | Repco 860 V8          | Gulf                        | 14                 | Jack Brabham             | 2º lugar 49 pontos1 (51)                 |
| 1969 | Motor Racing Developments     | BT26  | G | Repco 860 V8          | Gulf                        | 3                  | Jack Brabham             | 2º lugar 49 pontos1 (51)                 |
| 1969 | Motor Racing Developments     | BT26  | G | Repco 860 V8          | Gulf                        | 5                  | Jack Brabham             | 2º lugar 49 pontos1 (51)                 |
| 1969 | Motor Racing Developments     | BT26  | G | Repco 860 V8          | Gulf                        | 11                 | Jack Brabham             | 2º lugar 49 pontos1 (51)                 |
| 1969 | Motor Racing Developments     | BT26  | G | Repco 860 V8          | Gulf                        | 28                 | Jack Brabham             | 2º lugar 49 pontos1 (51)                 |
| 1969 | Motor Racing Developments     | BT26  | G | Repco 860 V8          | Gulf                        | 12                 | Jack Brabham             | 2º lugar 49 pontos1 (51)                 |
| 1969 | Motor Racing Developments     | BT26  | G | Repco 860 V8          | Gulf                        | 8                  | Jack Brabham             | 2º lugar 49 pontos1 (51)                 |
| 1969 | Motor Racing Developments     | BT26  | G | Repco 860 V8          | Gulf                        | 15                 | Jacky Ickx               | 2º lugar 49 pontos1 (51)                 |
| 1969 | Motor Racing Developments     | BT26  | G | Repco 860 V8          | Gulf                        | 4                  | Jacky Ickx               | 2º lugar 49 pontos1 (51)                 |
| 1969 | Motor Racing Developments     | BT26  | G | Repco 860 V8          | Gulf                        | 6                  | Jacky Ickx               | 2º lugar 49 pontos1 (51)                 |
| 1969 | Motor Racing Developments     | BT26  | G | Repco 860 V8          | Gulf                        | 12                 | Jacky Ickx               | 2º lugar 49 pontos1 (51)                 |
| 1969 | Motor Racing Developments     | BT26  | G | Repco 860 V8          | Gulf                        | 11                 | Jacky Ickx               | 2º lugar 49 pontos1 (51)                 |
| 1969 | Motor Racing Developments     | BT26  | G | Repco 860 V8          | Gulf                        | 7                  | Jacky Ickx               | 2º lugar 49 pontos1 (51)                 |
| 1969 | Motor Racing Developments     | BT26  | G | Repco 860 V8          | Gulf                        | 26                 | Jacky Ickx               | 2º lugar 49 pontos1 (51)                 |
| 1968 | Brabham Racing Organisation   | BT24  | G | Repco 740 V8          | Shell                       | 2                  | Jack Brabham             | 8º lugar 10 pontos                       |
| 1968 | Brabham Racing Organisation   | BT24  | G | Repco 740 V8          | Shell                       | 3                  | Jochen Rindt             | 8º lugar 10 pontos                       |
| 1968 | Brabham Racing Organisation   | BT24  | G | Repco 740 V8          | Shell                       | 4                  | Jochen Rindt             | 8º lugar 10 pontos                       |
| 1968 | Brabham Racing Organisation   | BT24  | G | Repco 740 V8          | Shell                       | 18                 | Dan Gurney               | 8º lugar 10 pontos                       |
| 1968 | Brabham Racing Organisation   | BT26  | G | Repco 860 V8          | Gulf                        | 3                  | Jack Brabham             | 8º lugar 10 pontos                       |
| 1968 | Brabham Racing Organisation   | BT26  | G | Repco 860 V8          | Gulf                        | 2                  | Jack Brabham             | 8º lugar 10 pontos                       |
| 1968 | Brabham Racing Organisation   | BT26  | G | Repco 860 V8          | Gulf                        | 18                 | Jack Brabham             | 8º lugar 10 pontos                       |
| 1968 | Brabham Racing Organisation   | BT26  | G | Repco 860 V8          | Gulf                        | 5                  | Jack Brabham             | 8º lugar 10 pontos                       |
| 1968 | Brabham Racing Organisation   | BT26  | G | Repco 860 V8          | Gulf                        | 4                  | Jack Brabham             | 8º lugar 10 pontos                       |
| 1968 | Brabham Racing Organisation   | BT26  | G | Repco 860 V8          | Gulf                        | 10                 | Jack Brabham             | 8º lugar 10 pontos                       |
| 1968 | Brabham Racing Organisation   | BT26  | G | Repco 860 V8          | Gulf                        | 19                 | Jochen Rindt             | 8º lugar 10 pontos                       |
| 1968 | Brabham Racing Organisation   | BT26  | G | Repco 860 V8          | Gulf                        | 6                  | Jochen Rindt             | 8º lugar 10 pontos                       |
| 1968 | Brabham Racing Organisation   | BT26  | G | Repco 860 V8          | Gulf                        | 2                  | Jochen Rindt             | 8º lugar 10 pontos                       |
| 1968 | Brabham Racing Organisation   | BT26  | G | Repco 860 V8          | Gulf                        | 4                  | Jochen Rindt             | 8º lugar 10 pontos                       |
| 1968 | Brabham Racing Organisation   | BT26  | G | Repco 860 V8          | Gulf                        | 5                  | Jochen Rindt             | 8º lugar 10 pontos                       |
| 1968 | Brabham Racing Organisation   | BT26  | G | Repco 860 V8          | Gulf                        | 11                 | Jochen Rindt             | 8º lugar 10 pontos                       |
| 1967 | Brabham Racing Organisation   | BT20  | G | Repco 620 V8          | Esso                        | 1                  | Jack Brabham             | 1º lugar 63 pontos1 (67)                 |
| 1967 | Brabham Racing Organisation   | BT20  | G | Repco 620 V8          | Esso                        | 2                  | Denny Hulme              | 1º lugar 63 pontos1 (67)                 |
| 1967 | Brabham Racing Organisation   | BT20  | G | Repco 620 V8          | Esso                        | 9                  | Denny Hulme              | 1º lugar 63 pontos1 (67)                 |
| 1967 | Brabham Racing Organisation   | BT19  | G | Repco 740 V8          | Esso                        | 8                  | Jack Brabham             | 1º lugar 63 pontos1 (67)                 |
| 1967 | Brabham Racing Organisation   | BT19  | G | Repco 740 V8          | Esso                        | 1                  | Jack Brabham             | 1º lugar 63 pontos1 (67)                 |
| 1967 | Brabham Racing Organisation   | BT19  | G | Repco 740 V8          | Esso                        | 26                 | Denny Hulme              | 1º lugar 63 pontos1 (67)                 |
| 1967 | Brabham Racing Organisation   | BT24  | G | Repco 740 V8          | Esso                        | 25                 | Jack Brabham             | 1º lugar 63 pontos1 (67)                 |
| 1967 | Brabham Racing Organisation   | BT24  | G | Repco 740 V8          | Esso                        | 3                  | Jack Brabham             | 1º lugar 63 pontos1 (67)                 |
| 1967 | Brabham Racing Organisation   | BT24  | G | Repco 740 V8          | Esso                        | 1                  | Jack Brabham             | 1º lugar 63 pontos1 (67)                 |
| 1967 | Brabham Racing Organisation   | BT24  | G | Repco 740 V8          | Esso                        | 16                 | Jack Brabham             | 1º lugar 63 pontos1 (67)                 |
| 1967 | Brabham Racing Organisation   | BT24  | G | Repco 740 V8          | Esso                        | 4                  | Denny Hulme              | 1º lugar 63 pontos1 (67)                 |
| 1967 | Brabham Racing Organisation   | BT24  | G | Repco 740 V8          | Esso                        | 2                  | Denny Hulme              | 1º lugar 63 pontos1 (67)                 |
| 1967 | Brabham Racing Organisation   | BT24  | G | Repco 740 V8          | Esso                        | 18                 | Denny Hulme              | 1º lugar 63 pontos1 (67)                 |
| 1966 | Brabham Racing Organisation   | BT19  | G | Repco 620 V8          | Esso                        | 7                  | Jack Brabham             | 1º lugar 42 pontos1 (49)                 |
| 1966 | Brabham Racing Organisation   | BT19  | G | Repco 620 V8          | Esso                        | 3                  | Jack Brabham             | 1º lugar 42 pontos1 (49)                 |
| 1966 | Brabham Racing Organisation   | BT19  | G | Repco 620 V8          | Esso                        | 12                 | Jack Brabham             | 1º lugar 42 pontos1 (49)                 |
| 1966 | Brabham Racing Organisation   | BT19  | G | Repco 620 V8          | Esso                        | 5                  | Jack Brabham             | 1º lugar 42 pontos1 (49)                 |
| 1966 | Brabham Racing Organisation   | BT19  | G | Repco 620 V8          | Esso                        | 16                 | Jack Brabham             | 1º lugar 42 pontos1 (49)                 |
| 1966 | Brabham Racing Organisation   | BT19  | G | Repco 620 V8          | Esso                        | 10                 | Jack Brabham             | 1º lugar 42 pontos1 (49)                 |
| 1966 | Brabham Racing Organisation   | BT20  | G | Repco 620 V8          | Esso                        | 14                 | Denny Hulme              | 1º lugar 42 pontos1 (49)                 |
| 1966 | Brabham Racing Organisation   | BT20  | G | Repco 620 V8          | Esso                        | 6                  | Denny Hulme              | 1º lugar 42 pontos1 (49)                 |
| 1966 | Brabham Racing Organisation   | BT20  | G | Repco 620 V8          | Esso                        | 18                 | Denny Hulme              | 1º lugar 42 pontos1 (49)                 |
| 1966 | Brabham Racing Organisation   | BT20  | G | Repco 620 V8          | Esso                        | 4                  | Denny Hulme              | 1º lugar 42 pontos1 (49)                 |
| 1966 | Brabham Racing Organisation   | BT20  | G | Repco 620 V8          | Esso                        | 12                 | Denny Hulme              | 1º lugar 42 pontos1 (49)                 |
| 1966 | Brabham Racing Organisation   | BT20  | G | Repco 620 V8          | Esso                        | 5                  | Jack Brabham             | 1º lugar 42 pontos1 (49)                 |
| 1965 | Brabham Racing Organisation   | BT11  | G | Climax FWMV V8        |                             | 7                  | Jack Brabham             | 3º lugar 27 pontos1 (31)                 |
| 1965 | Brabham Racing Organisation   | BT11  | G | Climax FWMV V8        | 1                           |                    | Jack Brabham             | 3º lugar 27 pontos1 (31)                 |
| 1965 | Brabham Racing Organisation   | BT11  | G | Climax FWMV V8        | 14                          |                    | Jack Brabham             | 3º lugar 27 pontos1 (31)                 |
| 1965 | Brabham Racing Organisation   | BT11  | G | Climax FWMV V8        | 8                           |                    | Jack Brabham             | 3º lugar 27 pontos1 (31)                 |
| 1965 | Brabham Racing Organisation   | BT11  | G | Climax FWMV V8        | 4                           |                    | Jack Brabham             | 3º lugar 27 pontos1 (31)                 |
| 1965 | Brabham Racing Organisation   | BT11  | G | Climax FWMV V8        | 8                           | Dan Gurney         |                          | 3º lugar 27 pontos1 (31)                 |
| 1965 | Brabham Racing Organisation   | BT11  | G | Climax FWMV V8        | 15                          | Dan Gurney         |                          | 3º lugar 27 pontos1 (31)                 |
| 1965 | Brabham Racing Organisation   | BT11  | G | Climax FWMV V8        | 14                          | Dan Gurney         |                          | 3º lugar 27 pontos1 (31)                 |
| 1965 | Brabham Racing Organisation   | BT11  | G | Climax FWMV V8        | 7                           | Dan Gurney         |                          | 3º lugar 27 pontos1 (31)                 |
| 1965 | Brabham Racing Organisation   | BT11  | G | Climax FWMV V8        | 16                          | Dan Gurney         |                          | 3º lugar 27 pontos1 (31)                 |
| 1965 | Brabham Racing Organisation   | BT11  | G | Climax FWMV V8        | 5                           | Dan Gurney         |                          | 3º lugar 27 pontos1 (31)                 |
| 1965 | Brabham Racing Organisation   | BT11  | G | Climax FWMV V8        | 12                          | Dan Gurney         |                          | 3º lugar 27 pontos1 (31)                 |
| 1965 | Brabham Racing Organisation   | BT11  | G | Climax FWMV V8        | 16                          | Denny Hulme        |                          | 3º lugar 27 pontos1 (31)                 |
| 1965 | Brabham Racing Organisation   | BT11  | G | Climax FWMV V8        | 14                          | Denny Hulme        |                          | 3º lugar 27 pontos1 (31)                 |
| 1965 | Brabham Racing Organisation   | BT7   | G | Climax FWMV V8        | 2                           | Denny Hulme        |                          | 3º lugar 27 pontos1 (31)                 |
| 1965 | Brabham Racing Organisation   | BT7   | G | Climax FWMV V8        | 14                          | Denny Hulme        |                          | 3º lugar 27 pontos1 (31)                 |
| 1965 | Brabham Racing Organisation   | BT7   | G | Climax FWMV V8        | 6                           | Denny Hulme        |                          | 3º lugar 27 pontos1 (31)                 |
| 1965 | Brabham Racing Organisation   | BT7   | G | Climax FWMV V8        | 10                          | Giancarlo Baghetti |                          | 3º lugar 27 pontos1 (31)                 |
| 1964 | Brabham Racing Organisation   | BT7   | D | Climax FWMV V8        | Esso                        | 5                  | Jack Brabham             | 4º lugar 30 pontos                       |
| 1964 | Brabham Racing Organisation   | BT7   | D | Climax FWMV V8        | Esso                        | 14                 | Jack Brabham             | 4º lugar 30 pontos                       |
| 1964 | Brabham Racing Organisation   | BT7   | D | Climax FWMV V8        | Esso                        | 20                 | Jack Brabham             | 4º lugar 30 pontos                       |
| 1964 | Brabham Racing Organisation   | BT7   | D | Climax FWMV V8        | Esso                        | 6                  | Dan Gurney               | 4º lugar 30 pontos                       |
| 1964 | Brabham Racing Organisation   | BT7   | D | Climax FWMV V8        | Esso                        | 16                 | Dan Gurney               | 4º lugar 30 pontos                       |
| 1964 | Brabham Racing Organisation   | BT7   | D | Climax FWMV V8        | Esso                        | 15                 | Dan Gurney               | 4º lugar 30 pontos                       |
| 1964 | Brabham Racing Organisation   | BT7   | D | Climax FWMV V8        | Esso                        | 22                 | Dan Gurney               | 4º lugar 30 pontos                       |
| 1964 | Brabham Racing Organisation   | BT7   | D | Climax FWMV V8        | Esso                        | 5                  | Dan Gurney               | 4º lugar 30 pontos                       |
| 1964 | Brabham Racing Organisation   | BT11  | D | Climax FWMV V8        | Esso                        | 6                  | Jack Brabham             | 4º lugar 30 pontos                       |
| 1964 | Brabham Racing Organisation   | BT11  | D | Climax FWMV V8        | Esso                        | 14                 | Jack Brabham             | 4º lugar 30 pontos                       |
| 1964 | Brabham Racing Organisation   | BT11  | D | Climax FWMV V8        | Esso                        | 5                  | Jack Brabham             | 4º lugar 30 pontos                       |
| 1963 | Brabham Racing Organisation   | 25    | D | Climax FWMV V8        | Esso                        | 3                  | Jack Brabham             | n/a                                      |
| 1963 | Brabham Racing Organisation   | BT3   | D | Climax FWMV V8        |                             | 17                 | Jack Brabham             | 3º lugar 28 pontos1 (30)                 |
| 1963 | Brabham Racing Organisation   | BT3   | D | Climax FWMV V8        | 22                          |                    | Jack Brabham             | 3º lugar 28 pontos1 (30)                 |
| 1963 | Brabham Racing Organisation   | BT7   | D | Climax FWMV V8        | Esso                        | 16                 | Jack Brabham             | 3º lugar 28 pontos1 (30)                 |
| 1963 | Brabham Racing Organisation   | BT7   | D | Climax FWMV V8        | Esso                        | 6                  | Jack Brabham             | 3º lugar 28 pontos1 (30)                 |
| 1963 | Brabham Racing Organisation   | BT7   | D | Climax FWMV V8        | Esso                        | 8                  | Jack Brabham             | 3º lugar 28 pontos1 (30)                 |
| 1963 | Brabham Racing Organisation   | BT7   | D | Climax FWMV V8        | Esso                        | 9                  | Jack Brabham             | 3º lugar 28 pontos1 (30)                 |
| 1963 | Brabham Racing Organisation   | BT7   | D | Climax FWMV V8        | Esso                        | 5                  | Jack Brabham             | 3º lugar 28 pontos1 (30)                 |
| 1963 | Brabham Racing Organisation   | BT7   | D | Climax FWMV V8        | Esso                        | 4                  | Dan Gurney               | 3º lugar 28 pontos1 (30)                 |
| 1963 | Brabham Racing Organisation   | BT7   | D | Climax FWMV V8        | Esso                        | 18                 | Dan Gurney               | 3º lugar 28 pontos1 (30)                 |
| 1963 | Brabham Racing Organisation   | BT7   | D | Climax FWMV V8        | Esso                        | 8                  | Dan Gurney               | 3º lugar 28 pontos1 (30)                 |
| 1963 | Brabham Racing Organisation   | BT7   | D | Climax FWMV V8        | Esso                        | 9                  | Dan Gurney               | 3º lugar 28 pontos1 (30)                 |
| 1963 | Brabham Racing Organisation   | BT7   | D | Climax FWMV V8        | Esso                        | 10                 | Dan Gurney               | 3º lugar 28 pontos1 (30)                 |
| 1963 | Brabham Racing Organisation   | BT7   | D | Climax FWMV V8        | Esso                        | 24                 | Dan Gurney               | 3º lugar 28 pontos1 (30)                 |
| 1963 | Brabham Racing Organisation   | BT7   | D | Climax FWMV V8        | Esso                        | 6                  | Dan Gurney               | 3º lugar 28 pontos1 (30)                 |
| 1962 | Brabham Racing Organisation   | 24    | D | Climax FWMV V8        | Esso                        | 8                  | Jack Brabham             | n/a                                      |
| 1962 | Brabham Racing Organisation   | 24    | D | Climax FWMV V8        | Esso                        | 22                 | Jack Brabham             | n/a                                      |
| 1962 | Brabham Racing Organisation   | 24    | D | Climax FWMV V8        | Esso                        | 15                 | Jack Brabham             | n/a                                      |
| 1962 | Brabham Racing Organisation   | 24    | D | Climax FWMV V8        | Esso                        | 26                 | Jack Brabham             | n/a                                      |
| 1962 | Brabham Racing Organisation   | 24    | D | Climax FWMV V8        | Esso                        | 30                 | Jack Brabham             | n/a                                      |
| 1962 | Brabham Racing Organisation   | BT3   | D | Climax FWMV V8        |                             | 16                 | Jack Brabham             | 7º lugar 6 pontos                        |
| 1962 | Brabham Racing Organisation   | BT3   | D | Climax FWMV V8        | 17                          |                    | Jack Brabham             | 7º lugar 6 pontos                        |
| 1962 | Brabham Racing Organisation   | BT3   | D | Climax FWMV V8        | 10                          |                    | Jack Brabham             | 7º lugar 6 pontos                        |

- ↑1  Nos descartes